# Підводна фотографія

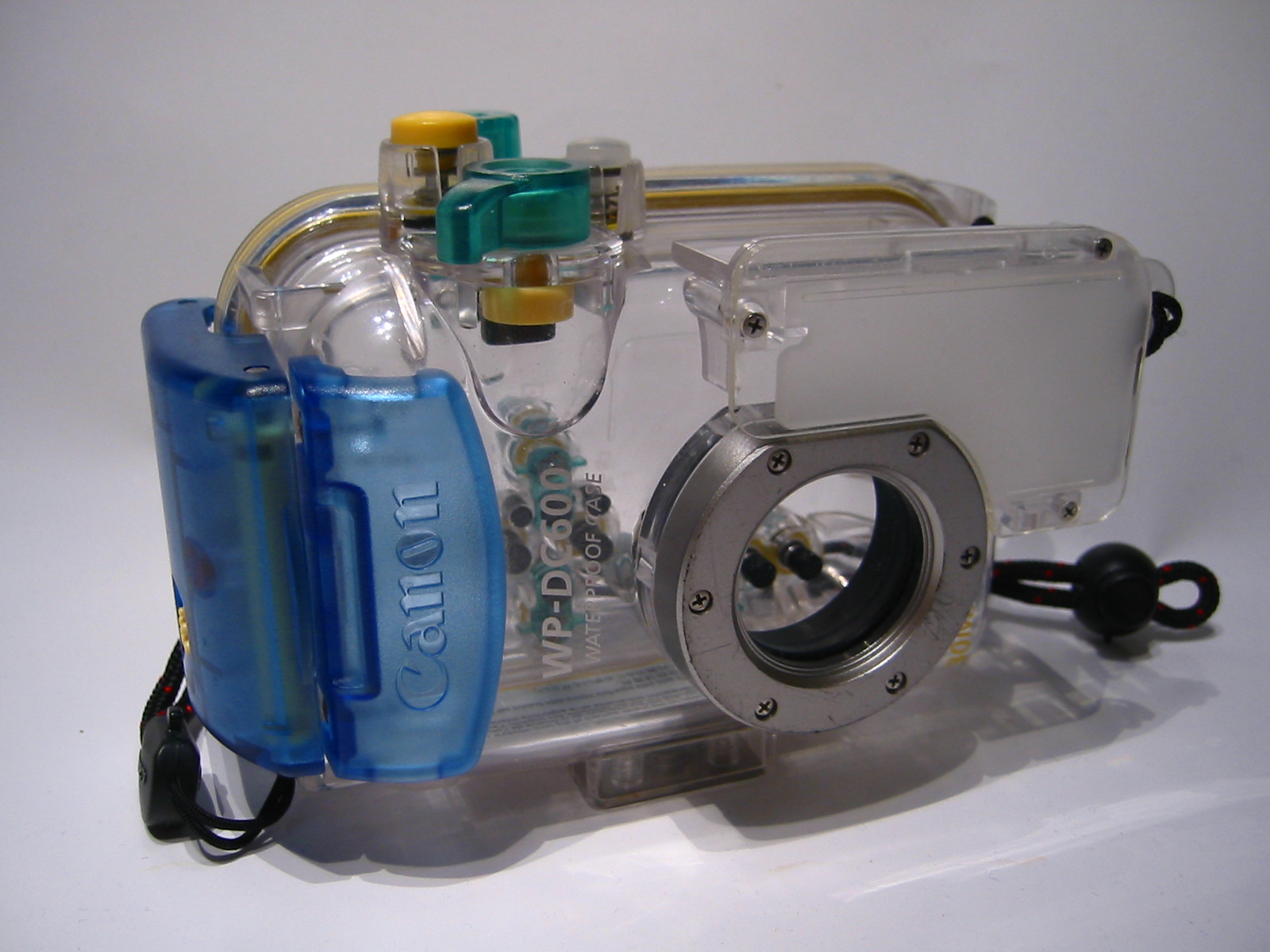
Підводний бокс для фотоапарата «Didital Ixus»

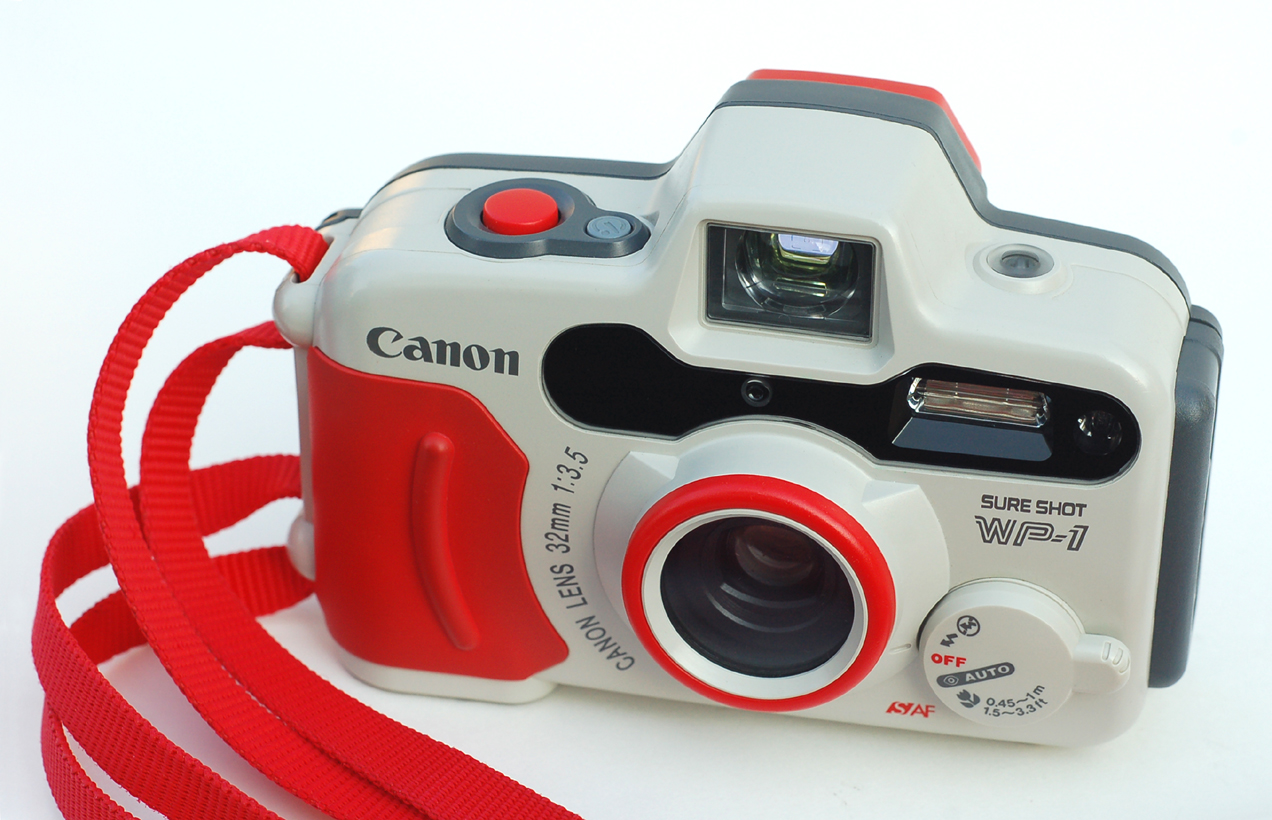
Найпростіший фотоапарат « Canon Sure Shot WP-1»

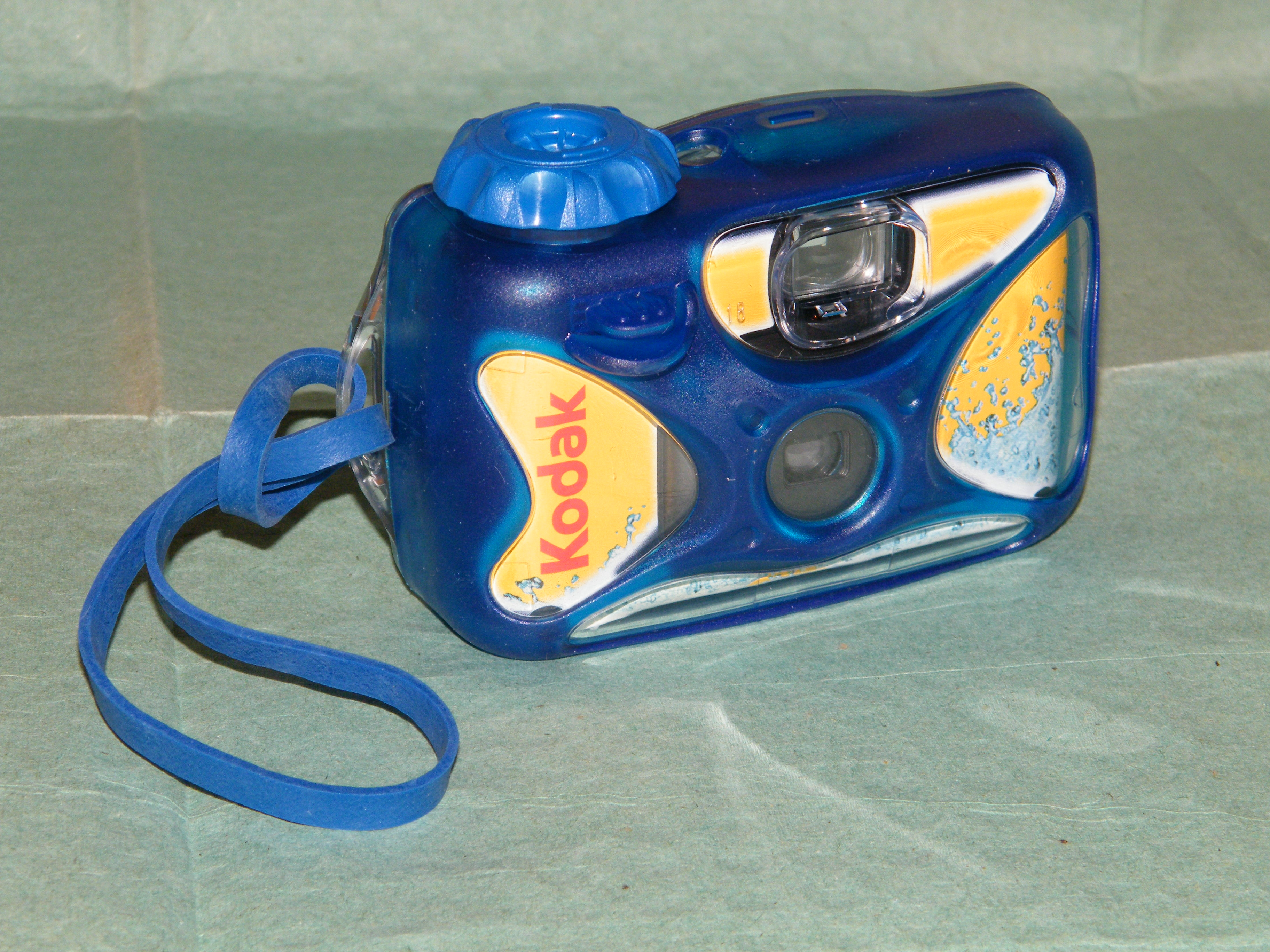
Одноразовий фотоапарат «Kodak-Sport» (глибина занурення до 15 м)

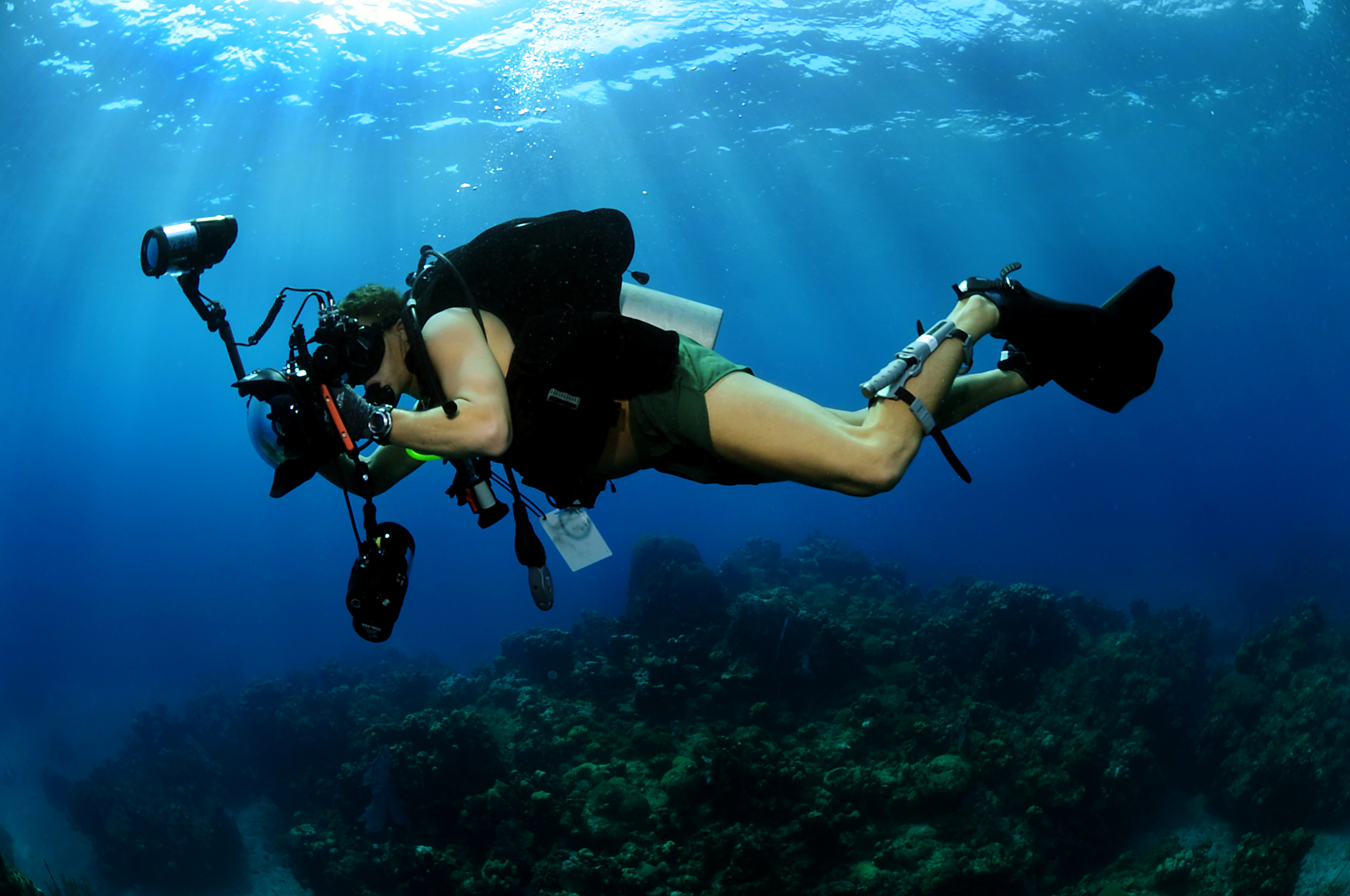
Фахівець з масових комунікацій ВМС США проводить підводні навчання фотографії

Підводна фотографія — жанр фотографії, фотозйомка різних об'єктів, що знаходяться під водою. Як правило, виконується із застосуванням спеціального водонепроникного обладнання або за допомогою звичайного фотоапарата, розміщеного в бокс для підводної зйомки або в м'який водозахисний чохол.

## Обладнання
Комплект для підводної зйомки на малих глибинах зазвичай складається з знімального апарата в боксі і автономного освітлювального приладу. Професійні зйомки ведуться з використанням декількох освітлювальних приладів з автономними джерелами живлення, засобів встановлення апаратури на ґрунті або підводному апараті, засобів підводного транспортування апаратури і засобів зв'язку.
Сучасне обладнання дає можливість знімати і на недоступних людині глибинах завдяки використанню засобів дистанційного керування.
В підводній фотографії широко використовуються можливості цифрової фотографії та комп'ютерних технологій по обробці зображень.

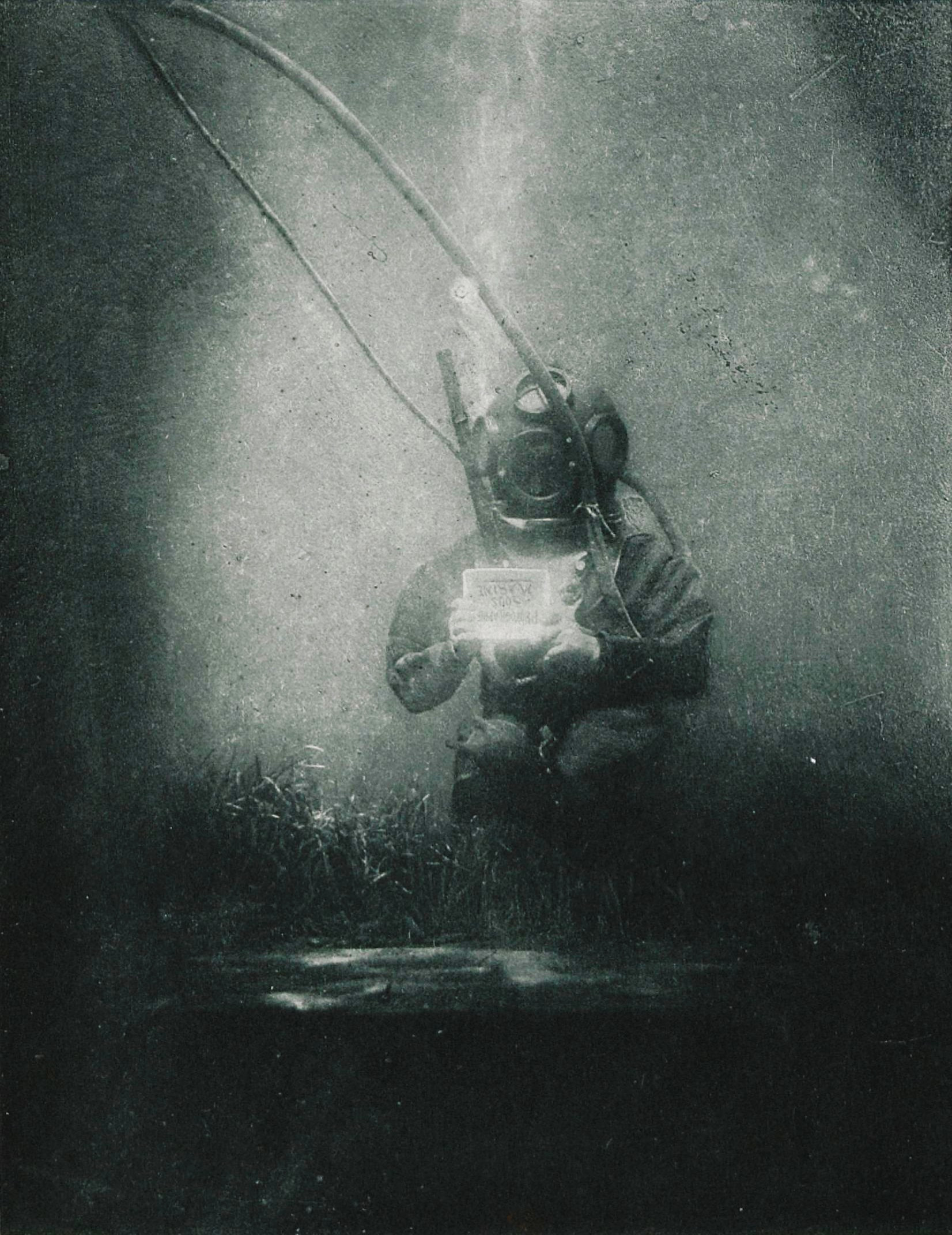
Перша підводна фотографія. Луї Ботан (Louis Boutan), 1899

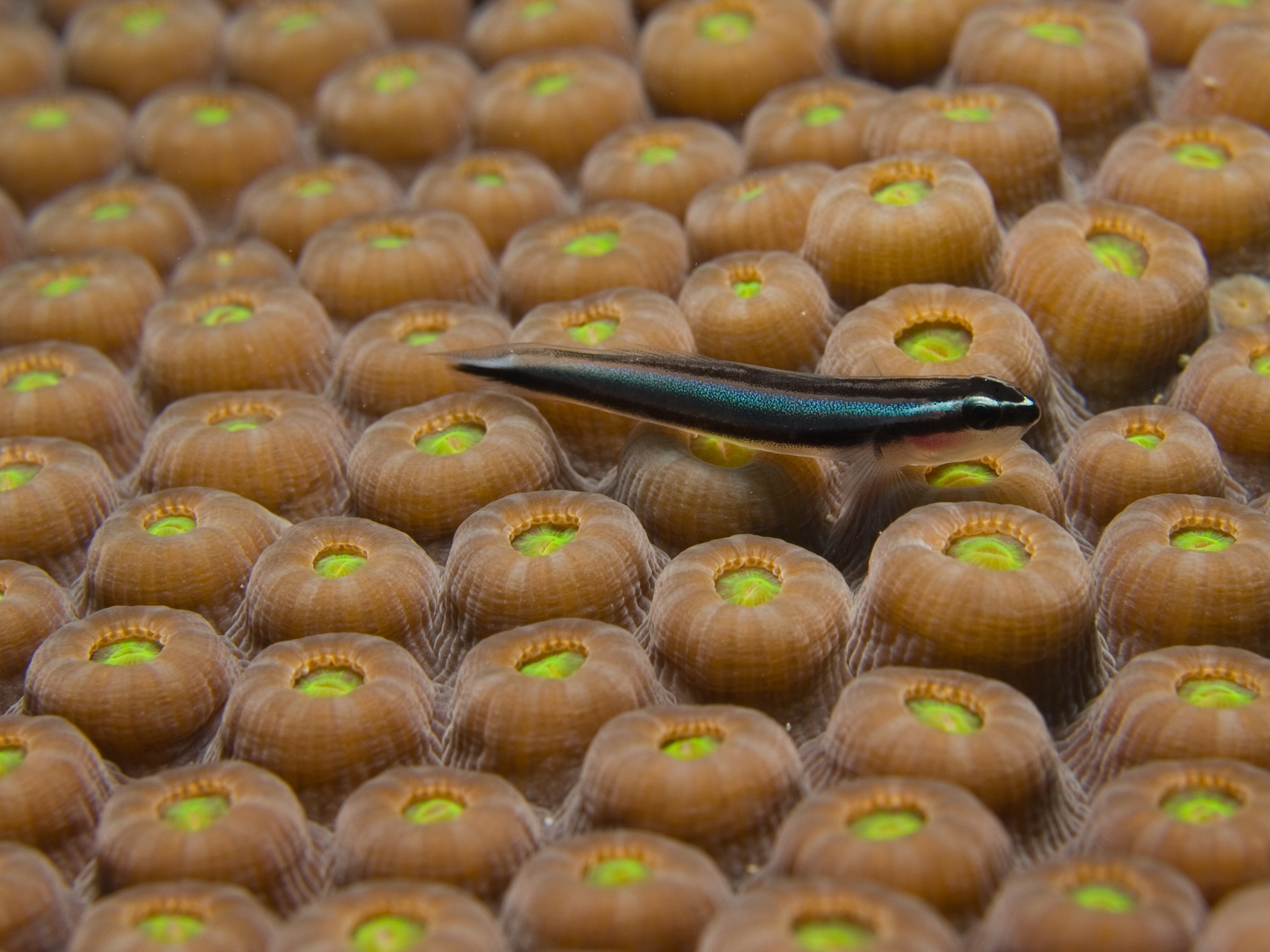
Неоновий бичок (Elacatinus oceanops) пропливає над великою кораловою зіркою (Montastraea cavernosa)

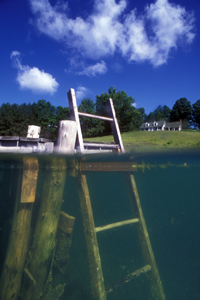
Спліт-зйомка одночасно над і під водою

## Особливості

### Показник заломлення середовища
Через відмінності показника заломлення повітря (приблизно дорівнює 1) та показника заломлення води (дорівнює 1,3) об'єктив знімального апарата має бути відділений від водного середовища повітряним прошарком. Крім того, перехід світлових променів через границю вода-повітря — з більш щільною середовища в менш щільне — супроводжується заломленням променів. Як наслідок, їх відхилення предмет у воді здаються розташованими ближче, ніж є насправді. Це доводиться враховувати при фокусуванні знімального об'єктива за шкалою відстаней. Відповідно зменшується кутове поле об'єктива і змінюється масштаб створюваного на фотоматеріали зображення. Як правило, для підводної зйомки застосовують більш короткофокусні об'єктиви, ніж на повітрі.

### Розсіяння світла в воді
Вода розсіює промені світла в значно більшому ступені, ніж повітря. Особливо істотно впливають на зображення зважені в ній частки піску, мулу, планктону. Це обумовлює пониження контрасту і різкості зображення.
Виходячи з цього, для підводної зйомки звичайно застосовують більш контрастні фотоматеріали.

### Спектральні особливості
Вода значно краще пропускає короткохвильову частину спектру — блакитні та зелені промені. В результаті при зйомці в природному освітленні колір підводних об'єктів змінюється із зануренням в глибину — починаючи з глибини 3-5 метрів, практично повністю втрачається червона і послаблюється жовта частина спектра.
Для глибин понад 5 метрів компенсація порушень передачі кольору світлофільтрами практично не застосовується через складність їх підбора. Замість цього застосовується штучне освітлення відповідного спектрального складу.
Підводна зйомка на чорно-білі матеріали часто здійснюється з жовтим світлофільтром, що затримує найбільш розсіювані водою сині промені. Це істотно покращує контраст одержуваного зображення.

## Деякі різновиди
Різновидом підводної фотографії є спліт-зйомка — одночасно у двох середовищах, з використанням поверхні води як частини сюжету. Цей вид зйомки пов'язаний з наступними складностями:
- Заломлення світла створює зовсім різне уявлення про глибину простору і зміщує зображення підводних частин предметів щодо надводних.
- Складність вибору експозиції. Освітленість повітряного і підводної частин звичайно відрізняється на декілька ступенів експозиції, причому різниця залежить від часу доби, чистоти води, орієнтації напрямку зйомки тощо.
- Різниця в дистанції фокусування.

Для компенсації впливу заломлення світла та нерівномірності освітлення над та під водою при спліт-зйомці використовують спеціальні насадки, що складаються з напівлінзи, що створює різницю в фокусній відстані, та світлофільтру, який затінює верхню частину кадру.
Ще одним різновидом підводної фотографії є зйомка акваріума. Цей різновид вимагає, однак, позбавлення від паразитних віддзеркалень в склі. Для цього зазвичай застосовують поляризатори та виконують знімання з «темряви в світло» — з темного приміщення в освітлений акваріум.

## Історія
- 1856 — Вільям Томпсон (William Thompson) робить перші підводні знімки, використовуючи фотокамеру, закріплену на жердині.
- 1893 — Луї Ботан (Louis Boutan[fr]) зробив підводні фотографії в процесі занурення в стандартному водолазному скафандрі c жорстким шоломом (Standard diving dress[en]).
- 1914 — Джон Ернст Вільямсон (John Ernest Williamson) зняв перший в історії підводний кінофільм.
- 1923 — В. Лонглі (WH Longley) і Чарльз Мартін (Charles Martin) зробили перші кольорові знімки під водою і вперше застосували під водою магнієвий спалах.
- 1943 — винахід акваланга (Жак-Ів Кусто і Е. Ганьян, Франція) сприяло розвитку підводної зйомки.
- 1957 — Жаном Де Вуте була розроблена камера «Calypso Phot». Вперше випущена в Австралії в 1963 році. Мінімальна витримка 1/1000 секунди. Аналогічна камера з мінімальною витримкою 1/500 секунди була пізніше випущена фірмою Nikon і стала однією з найпродаваніших підводних камер.

## Вибір типу підводного боксу
Для цифрових дзеркальних фотоапаратів ціна м'якого захисного чохла може складати від 70 до 120 % вартості апарату. Роздрібна ціна жорстких підводних боксів для компактних цифрових фотоапаратів звичайно становить від 1/2 до 2/3 вартості цифрового фотоапарата, а для дзеркальних цифрових фотоапаратів ціна становить від 1500 до 7000 доларів США в залежності від матеріалу (полікарбонат або метал), країни і фірми виробника.
Ще недавно на ринку доступного аматорського обладнання для підводної фотозйомки лідирувала фірма Olympus. Однак з поширенням цифрової фотографії ряд інших великих виробників, такі як Canon, Fujifilm і Sony стали активно розширювати лінійку жорстких підводних боксів з полікарбонату для компактних цифрових фотоапаратів.
Найбільшого розмаху цей процес набув у фірми Canon, у якій, за невеликими винятками, для кожного компактної цифрової камери є відповідний їй жорсткий бокс для підводної зйомки. При цьому слід пам'ятати, що жорсткі бокси для компактних камер створюються для кожної конкретної моделі і не взаємозамінні з іншими.